# The Quin Tikis
Die Quin Tikis waren eine Showband aus dem Norden Neuseelands, die von 1961 bis 1981 bestand. Die Unterhaltungsband aus Maori-Musikern trat über Neuseeland und Australien hinaus auch in vielen anderen Teilen der Welt auf.

## Bandgeschichte
Bereits in den 1950ern legten die Maori Hi Five den Grundstein für den Erfolg der Maori-Showbands weit über Neuseeland hinaus. Die Manager Jim Anderson und Charles Mather gründeten daraufhin die Hi-Five Company und riefen weitere ähnliche Bands ins Leben, darunter die Quin Tikis. Das Quin im Namen ist eine Anspielung an die Vorbilder (Quin = Five) und Tiki ein mythologischer Begriff aus der Maori-Sprache. Die Showbands spielten fast ausschließlich Coversongs vom Swing Jazz bis zum Rock and Roll und bestritten ein komplettes Unterhaltungsprogramm mit Showelementen.
Gegründet wurden die Quin Tikis 1961 in Rotorua. Ursprünglich bestand die Band aus lokalen Musikern. Wegen der geringen Auftrittsmöglichkeiten gingen sie zuerst nach Auckland und 1964 nach Sydney in Australien, wo sie sich im Vergnügungsviertel Kings Cross im Nachtclub Tiki Village einen Namen machten. Im Lauf der Jahre wechselte häufig die Besetzung und mehrere Dutzend Musiker gehörten nach und nach der Band an. Zu den bekanntesten gehörten Rim D. Paul, Eddie Low und Keri Summers als Sänger bzw. Sängerin. Alle drei hatten auch Soloveröffentlichungen bzw. verfolgten eine Solokarriere nach dem Ausscheiden aus der Band. Als Showmusiker und Entertainer wurden Sam Mateparae und Schlagzeuger Gary Wallace bekannt. Freddy Summers und Weazel Taiaroa sind zwei weitere bekannte Namen der Bandgeschichte.
Die Quin Tikis traten außer in Neuseeland und Australien auch in Asien, Europa und den USA auf. Im Vietnamkrieg absolvierten sie im Kriegsgebiet über mehrere Jahre Auftritte zur Truppenunterhaltung der ANZAC- und der US-Soldaten. In Neuseeland wurden in den 1960ern nur zwei Filme gedreht und in beiden wirkte auch die Band mit: Im Spielfilm Runaway (1964) traten sie in der Eröffnungsszene auf und in der Musikkomödie Don’t Let It Get You (1966) hatte Gary Wallace sogar eine eigene Rolle als Teil der Handlung.
Die Quin Tikis gingen nach ihrer Übersiedlung nach Australien auch ins Aufnahmestudio und nahmen mehrere Singles auf. 1968 erschienen zwei Alben der Band in Australien bzw. Neuseeland. In den 20 Jahren ihres Bestehens gab es jedoch nur diese wenigen Veröffentlichungen, da sie vor allem durch ihre Liveauftritte als Unterhalter erfolgreich waren. 2015 erschien eine Kompilation mit 20 Aufnahmen unter dem Titel The Quin Tikis: New Zealand’s Premier Maori Showband. Sie erreichte Platz eins der neuseeländischen Charts.

## Bekannte Mitglieder
- Dora Amahau, Sängerin
- Keri Summers, Sängerin
- R. W. Weazel Tairoa (1943–2004[7]), Gitarrist
- Garry Wallace (eigentlich Garry Wahrlich), Schlagzeuger
- Anzac Teoka, Saxophonist
- Sam Mataparae, Saxophonist, Gitarrist
- Tab Painga, verschiedene Instrumente
- Fred Summers, verschiedene Instrumente
- Eddie Lowe, verschiedene Instrumente
- Kevin Rongonui, Saxophonist
- Rufus Rehu, Keyboarder
- Phil Rivers, Saxophonist
- Marsh Cook, Saxophonist
- Earl Anderson, Schlagzeuger
- Bill Rawhiti, Bassist
- John Cameron, Schlagzeuger
- Gogi Walker, Gitarrist

## Diskografie
Alben
- Make Friends with the Quin Tikis (1968)

in Australien veröffentlicht
- The Fantastic Maori Quin Tikis Showband (1968)

in Neuseeland veröffentlicht
- The Quin Tikis: New Zealand’s Premier Maori Showband (2015)

Kompilation veröffentlicht in Neuseeland
Singles
- Runaway / Theme from ‘The Inspector’ (1964, Label: Zodiac)

A-Seite Rim D. Paul solo
- Enchanted Sea / Don’t You Know Yockomo (1964, Philips)
- Get Me to the Church / Route 66 (1965, Philips)

als Sam and the Quin Tikis (Sänger Sam Mataparae)
- Honky Tonk / Keep On Lovin’ Me (1965, Philips)

als Keri, Sam and the Quin Tikis (Sänger Keri Summers und Sam Mataparae)
- You’re the One / Vaya con Dios (1967, Festival)